# Lorenzo Aragón
Lorenzo Aragón Armenteros (Lajas, Cuba, 28 de abril de 1974) es un deportista olímpico cubano que compitió en boxeo, en la categoría de peso wélter y que consiguió la medalla de plata en los Juegos Olímpicos de Atenas 2004.

## Palmarés internacional
| Juegos Olímpicos | Juegos Olímpicos | Juegos Olímpicos | Juegos Olímpicos |
| Año              | Lugar            | Medalla          | Prueba           |
| ---------------- | ---------------- | ---------------- | ---------------- |
| 2004             | Atenas (Grecia)  | Medalla de plata | Peso wélter      |